# Alexis Villa
Alexis Napoleón Villa León (Quito, Ecuador, 22 de septiembre de 2001) es un futbolista ecuatoriano. Juega de portero y su equipo actual es Liga Deportiva Universitaria de la Serie A de Ecuador.

## Trayectoria
Inició su formación deportiva en las inferiores de El Nacional debutando en las divisiones menores. Posteriormente se integró a Independiente del Valle donde formó parte del equipo filial, Independiente Juniors, se consolidó y en 2023 debutó con el equipo de primera en la LigaPro y la Copa Libertadores de América. En la temporada 2020 fue campeón de la Copa Libertadores Sub-20, torneo disputado en Paraguay.
El 30 de diciembre de 2024, tras terminar contrato con el equipo rayado, fue anunciado como refuerzo de Liga Deportiva Universitaria.

## Selección nacional

### Categorías inferiores
Alexis fue parte de la selección sub-17 en 2017, en el Campeonato Sudamericano de la categoría realizado en Chile, no tuvo minutos. También integró la selección preolímpica en 2024 disputando los cuatro partidos de la fase de grupos.

#### Participaciones en Sudamericanos
| Campeonato                              | Sede      | Resultado    | Partidos | Goles |
| --------------------------------------- | --------- | ------------ | -------- | ----- |
| Sudamericano Sub-17 de 2017             | Chile     | Sexto lugar  | 0        | 0     |
| Preolímpico Sudamericano Sub-23 de 2024 | Venezuela | Primera fase | 4        | 0     |

## Estadísticas

### Clubes
Actualizado al último partido disputado el 3 de abril de 2025.
| Independiente Juniors · Ecuador             | 2.ª           | 2020          | 1  | 0  | — | — | — | — | 1  | 0  |
| Independiente Juniors · Ecuador             | 2.ª           | 2021          | 18 | 25 | — | — | — | — | 18 | 25 |
| Independiente Juniors · Ecuador             | 2.ª           | 2022          | 27 | 25 | — | — | — | — | 27 | 25 |
| Independiente Juniors · Ecuador             | 2.ª           | 2023          | 3  | 3  | — | — | — | — | 3  | 3  |
| Independiente Juniors · Ecuador             | 2.ª           | 2024          | 19 | 11 | 2 | 1 | — | — | 21 | 12 |
| Independiente Juniors · Ecuador             | Total club    | Total club    | 68 | 64 | 2 | 1 | 0 | 0 | 70 | 65 |
| Independiente del Valle · Ecuador           | 1.ª           | 2023          | 5  | 6  | — | — | 1 | 2 | 6  | 8  |
| Independiente del Valle · Ecuador           | Total club    | Total club    | 5  | 6  | 0 | 0 | 1 | 2 | 6  | 8  |
| Liga Deportiva Universitaria · Ecuador      | 1.ª           | 2025          | 0  | 0  | 0 | 0 | 1 | 0 | 1  | 0  |
| Liga Deportiva Universitaria · Ecuador      | Total club    | Total club    | 0  | 0  | 0 | 0 | 1 | 0 | 1  | 0  |
| Total carrera                               | Total carrera | Total carrera | 73 | 70 | 2 | 1 | 2 | 2 | 77 | 73 |
| (1) Hace referencia a goles encajados 1. 2. |               |               |    |    |   |   |   |   |    |    |

## Palmarés

### Campeonatos nacionales
| Título               | Club                         | Año  |
| -------------------- | ---------------------------- | ---- |
| Supercopa de Ecuador | Liga Deportiva Universitaria | 2025 |

### Campeonatos internacionales
| Título                   | Club                    | Año  |
| ------------------------ | ----------------------- | ---- |
| Copa Libertadores Sub-20 | Independiente del Valle | 2020 |